# Liste der Außenminister Ghanas
Diese Liste führt die Außenminister Ghanas seit der Unabhängigkeit des Landes im Jahr 1957 auf.
1. 1957–1958: Kwame Nkrumah (erste Amtszeit)
2. 1958–1959: Kojo Botsio (erste Amtszeit)
3. 1959–1960: Ebenezer Ako-Adjei (erste Amtszeit)
4. 1960–1961: Imoru Egala
5. 1961–1962: Ebenezer Ako-Adjei (zweite Amtszeit)
6. 1962–1963: Kwame Nkrumah (zweite Amtszeit)
7. 1963–1965: Kojo Botsio (zweite Amtszeit)
8. 1965–1966: Alex Quaison-Sackey
9. 1966–1967: Joseph Arthur Ankrah
10. 1967–1968: John Willie Kofi Harlley
11. 1969–1969: Patrick Dankwa Anin (erste Amtszeit)
12. 1969–1969: Victor Owusu (erste Amtszeit)
13. 1969–1969: Patrick Dankwa Anin (zweite Amtszeit)
14. 1969–1971: Victor Owusu (zweite Amtszeit)
15. 1971–1972: William Ofori-Atta
16. 1972–1972: Nathan Apea Aferi
17. 1972–1975: Kwame R.M. Baah
18. 1975–1979: Roger Felli
19. 1979–1979: Gloria Amon Nikoi
20. 1979–1981: Isaac K. Chinebuah
21. 1982–1997: Obed Asamoah
22. 1997–1997: Kwamena Ahwoi
23. 1997–2001: Victor Gbeho
24. 2001–2003: Hackman Owusu-Agyeman
25. 2003–2007: Nana Addo Dankwa Akufo-Addo
26. 2007–2009: Akwasi Osei Adjei
27. 2009–2013: Muhammad Mumuni
28. 2013–2017: Hanna Tetteh
29. 2017–2025: Shirley Ayorkor Botchwey
30. seit 2025: Samuel Okudzeto Ablakwa